# Lis Hartel
Lis Hartel (Hellerup, 14 maart 1921 - Kopenhagen, 12 februari 2009) was een Deens amazone, die gespecialiseerd was in dressuur. Hartel werd Deense kampioene dressuur in 1943 en 1944. Hartel kreeg tijdens de zwangerschap van haar tweede kind Polio. In 1947 maakte Hartel haar rentree in de dressuur. De Olympische Zomerspelen 1952 waren de eerste spelen waarbij vrouwen deel mochten nemen aan de paardensport. Hartel won tijdens deze spelen de zilveren medaille in de dressuur. Vier jaar later eindigde Hartel wederom als tweede achter Henri Saint Cyr tijdens de Olympische Zomerspelen 1956.

## Resultaten
- Olympische Zomerspelen 1952 in Helsinki:  individueel dressuur met Jubilee
- Olympische Zomerspelen 1956 in Stockholm:  individueel dressuur met Jubilee
- Olympische Zomerspelen 1956 in Stockholm: 5e landenwedstrijd dressuur met Jubilee